# Warszawa (film)
Warszawa – polski film fabularny z 2003 roku w reżyserii Dariusza Gajewskiego. Film zdobył Złote Lwy Grand Prix Festiwalu Polskich Filmów Fabularnych w Gdyni w roku 2003.

## Obsada
- Agnieszka Grochowska – Klara
- Łukasz Garlicki – Paweł Nowak
- Dominika Ostałowska – Wiktoria
- Lech Mackiewicz – Andrzej
- Sławomir Orzechowski – tata Eli Gołębiewskiej
- Andrzej Szenajch – powstaniec
- Witold Wieliński – Misio
- Bartosz Żukowski – Rysio, kumpel Misia
- Jack Recknitz – Karl
- Jacek Braciak – złodziej
- Sławomir Grzymkowski – Karol
- Ewa Kasprzyk – Gębalska, właścicielka salonu samochodowego
- Mirosław Zbrojewicz – sprzedawca
- Piotr Nowak – barman
- Łukasz Simlat – Jacek
- Katarzyna Bujakiewicz – Malina

## Fabuła
Film opowiada na tle Warszawy o losach i problemach kilku osób, które pewnego zimowego dnia pojawiają się w tym mieście. Uwikłani ludzie starają sobie poradzić ze swoim życiem: Klara – chce zacząć tu nowe życie ze swoim ukochanym, Paweł – szuka pracy i mieszkania, Wiktoria – zostaje wciągnięta przez nieznajomego mężczyznę w podejrzane interesy, ojciec – szuka swojej córki, o której słuch zaginął, Misio – jeździ ulicami miasta wyglądając dziewczyny, która go rzuciła.